# Джузеппе Валентині
Джузеппе Валентині (14 грудня 1681 — листопад 1753), на прізвисько Страччончіно (Маленький обірванець), був італійським скрипалем, художником, поетом і композитором, хоча він відомий головним чином як композитор винахідливої інструментальної музики.
Навчався у Джованні Бонончіні в Римі між 1692 і 1697 роками. З 1710 по 1727 рік він служив «Suonator di Violino, e Componitore di Musica» (скрипаль та автор музики) у принца Мікеланджело Каетані. З 1710 року змінив Кореллі на посаді директора концертіно в Сан-Луїджі-дей-Франчезі, яку займав по 1741 рік.
Хоча за життя він був затьмарений такими авторами, як Кореллі, Вівальді та Локателлі, його внесок в італійську барокову музику заслуговує на увагу, і багато його творів було опубліковано по всій Європі.

## Вибрані твори

### Інструментальна музика
- ор. 1: 12 Sinfonie (with Sinfonia a tre per il santissimo Natale Nr. 12) (1701 Рим)
- ор. 2: 7 Bizzarie на камеру для 2 скрипок, альта та бассо континуо (1703 Рим)
- ор. 3: 12 Fantasie musicali для 2 скрипок і баса (1706 Рим)
- ор. 4: 7 ідей на камеру для скрипки та бассо континуо (1706 Рим)
- ор. 5: 12 Sonate a tre (Villeggiature armoniche) (1707 Рим)
- ор. 6: 6 Poesie: Concerti a 4 violini, violoncello e basso continuo (не опубліковано)
- ор. 7: 7 Concerto a Quattro Violini (Concerti grossi) (1710 Рим)
- ор. 8: 12 Allettamenti на камеру (1714 Рим)
- ор. 9:10 Concerti con ripieni (Concerti grossi) (1724 Амстердам)
- опп. 10–15: неопубл. (обіцяно в передмові до ор. 8):
  - ор. 10: [Соната] a Violino solo con un secondo Violino a beneplacito
  - ор. 11: I Pianti fortunati di Gileno Poemetto in Ottava Rima
  - ор. 12: Idee a Violino solo a due e tre Corde
  - ор. 13: Concerti grossi di Trombe, Obue e diversi altri Stromenti
  - ор. 14: Salmi brevi a quattro per tutti i Vesperi
  - ор. 15: Балетті
- 7 концертів для 2 скрипок, 2 валторн (Trombe da Caccia) і Basso Continuo (MS у Датській королівській бібліотеці)

### Опери
- La finta rapita («Викрадена фальшивка») — 1714, Чистерна-ді-Латіна
- La costanza in amore («Сталість в любові») — 1715, Чистерна-ді-Латіна

### Ораторії
- Cantata per la natività della Beatissima Vergine (Son l'origine di tutti) / Кантата на Різдво Пресвятої Богородиці (Я — початок усього) — 1723, Рим
- Cantata in lode di Benedetto XIII (Amica e cara fede) / Співається на хвалу Бенедикту XIII (Друг і дорога віра) — 1724, Рим

## Вибрана дискографія
- 1717 рік. Спогади про подорож до Італії. Пізендель, Вівальді, Монтанарі, Фанфані, Валентині та Альбіноні. Ансамбль Скарамучча. (Snakewood Editions, 2018).

1. ↑  International Music Score Library Project — 2006.
2. ↑  Discogs — 2000.
3. 1 2 3 4  Bibliothèque nationale de France BNF: платформа відкритих даних — 2011.
4. ↑  Archivio Storico Ricordi — 1808.